# 장유상
장유상(1991년 9월 21일 ~ )는 대한민국의 배우이다.

## 학력
- 동북고등학교
- 세종대학교 영화예술학과

## 활동

### 드라마
- 2015년 네이버TV 웹드라마 《우리 옆집에 엑소가 산다》 ... 지광수 역
- 2015년 MBC 수목드라마 《앵그리맘》 ... 오근수 역
- 2015년 SAMSUNG 웹드라마 《도전에 반하다》 ... 남공대 역
- 2016년 tvN 금토드라마 《기억》
- 2016년 KBS2 단막극 《KBS 드라마 스페셜 - 동정 없는 세상》 ... 영석 역
- 2017년 네이버TV 웹드라마 《썸남》 ... 승종 역
- 2017년 OCN 주말드라마 《구해줘》 ... 임상진 역
- 2018년 KBS2 수목드라마 《추리의 여왕 2》 ... 김문기 이경 역
- 2018년 KBS2 수목드라마 《슈츠》 ... 박준규 역
- 2018년 KBS2 수목드라마 《죽어도 좋아》 ... 현택 역
- 2019년 JTBC 금토드라마 《리갈 하이》 ... 김이수 역
- 2019년 JTBC 월화드라마 《꽃파당: 조선혼담공작소》 ... 강 역
- 2019년 MBC 수목드라마 《하자있는 인간들》 ... 최호돌 역
- 2020년 KBS2 수목드라마 《영혼수선공》 ... 임세찬 역
- 2020년 MBC 금요드라마 《시네마틱드라마 SF8 - 인간증명》 ... 영인 역
- 2020년 TV조선 토일드라마 《복수해라》 ... 최도훈 역

### 영화
- 2012년 《밤벌레》 - 훈 역
- 2014년 《거인》 - 박민재 역
- 2014년 《원 나잇 온리》 - 훈 역
- 2015년 《조선마술사》 - 먹쇠 역
- 2016년 《울보》 - 이섭 역
- 2016년 《나와 함께 있어줘》 - 도완 역
- 2016년 《윤리거리규칙》 - 병찬 역
- 2019년 《동명이인 프로젝트 시즌2》
- 2019년 《매몽》 - 순호 역
- 2019년 《브레이크》 - 시우 역
- 2020년 《세트플레이》 - 기준 역
- 2020년 《인간증명》
- 2021년 《라임크라임》 - 주연 역
- 2021년 《Re-BORN(리-본)》 - 지윤 역 (러브 씩)

### 연극
- 2021년 《보도지침》 - 정배 역